# Walter Claverí
Walter Enrique Claverí Alvarado (San Pablo Jocopilas, Suchitepéquez, Guatemala, 24 de noviembre de 1957) es un exdocente, exfutbolista y entrenador guatemalteco que dirige al San Pedro de la Primera División de Guatemala. Dirigió a la Selección de fútbol de Guatemala en dos ocasiones.

## Trayectoria

### Como jugador
Walter Claverí es maestro de educación primaria urbana. Como futbolista, jugó de mediocampista e inició su carrera a la edad de 16 años con el Suchitepéquez, con el cual se consagró campeón del fútbol guatemalteco en 1983. También fue internacional con la Selección de Guatemala, con la cual obtuvo medalla de plata en los Juegos Panamericanos de 1983. Se retiró en 1988 vistiendo los colores de la Juventud Retalteca. 

### Como entrenador
Posteriormente comenzó su carrera de director técnico. Suchitepéquez, el club donde desempeñó la mayor parte de su carrera de jugador, lo nombró director técnico por primera vez en 1988. A lo largo de su trayectoria ha dirigido al «suchi» durante varias ocasiones, también al Xelajú en tres (2000, 2003 y 2018). 
El 18 de enero de 2016 fue presentado como nuevo entrenador de la Selección de fútbol de Guatemala. El 10 de febrero dirigió su primer partido en un amistoso contra la selección de Honduras, partido que la «bicolor» ganó con un contundente 3-1 a los «catrachos». El 2 de marzo se enfrentaron contra la selección de El Salvador ganando 1-0. Para el partido contra Estados Unidos, correspondiente a la 3 fecha de las eliminatorias hacia el mundial de Rusia 2018, Guatemala le ganó por primera vez en eliminatorias y partidos oficiales a los estadounidenses con un marcador de 2-0 de local, pero la semana siguiente fue derrotada 4-0 en Estados Unidos. El día 2 de septiembre de 2016 empató a dos goles con Trinidad y Tobago de visitante, pero aun así sus seleccionados fueron eliminados de la carrera mundialista a Rusia 2018 por diferencia de goles frente al segundo lugar de su grupo, que lo ocupó Estados Unidos.

## Clubes

### Como jugador
| Club               | País      | Año       |
| ------------------ | --------- | --------- |
| Suchitepéquez      | Guatemala | 1974-1987 |
| Juventud Retalteca | Guatemala | 1988      |

### Como entrenador
| Club                        | País      | Año       |
| --------------------------- | --------- | --------- |
| Suchitepéquez               | Guatemala | 1988      |
| Suchitepéquez               | Guatemala | 1989-1990 |
| Suchitepéquez               | Guatemala | 1991-1993 |
| Suchitepéquez               | Guatemala | 1996      |
| Selección nacional (Sub-23) | Guatemala | 1999      |
| Xelajú                      | Guatemala | 2000      |
| Xelajú                      | Guatemala | 2003      |
| Suchitepéquez               | Guatemala | 2010      |
| Suchitepéquez               | Guatemala | 2013-2015 |
| Selección nacional          | Guatemala | 2016      |
| Suchitepéquez               | Guatemala | 2016-2017 |
| Xelajú                      | Guatemala | 2018      |
| Selección nacional          | Guatemala | 2018-2019 |
| Deportivo Mixco             | Guatemala | 2019-2020 |
| Xelajú                      | Guatemala | 2020-2021 |
| San Pedro                   | Guatemala | 2021 -    |

## Palmarés

### Como jugador
| Título                     | Club          | País      | Año  |
| -------------------------- | ------------- | --------- | ---- |
| Liga Nacional de Guatemala | Suchitepéquez | Guatemala | 1983 |

### Como entrenador
| Título                    | Club          | País      | Año  |
| ------------------------- | ------------- | --------- | ---- |
| Copa de Guatemala         | Suchitepéquez | Guatemala | 1992 |
| Copa Campeón de Campeones | Suchitepéquez | Guatemala | 1992 |